# すすきのアイスワールド
すすきのアイスワールド（SUSUKINO ICE WORLD）は、札幌市中央区で開催しているイベント。『さっぽろ雪まつり』期間中に開催しており、「すすきの会場」になっている。

## 概要
「氷を楽しむ」をテーマに札幌駅前通の南4条から南7条の間の車道（中央2車線）に氷像を展示しており、イベント開催期間中は時間帯指定で「歩行者天国」（車両通行止）にしている。「氷彫刻コンクール」、「氷の女王撮影会」、「氷像人気コンテスト」などを開催しているほか、「アイスバー&フードコーナー」では温かい飲食物を販売している。夜間は氷像をライトアップしている。

## 沿革
1981年（昭和56年）に『すすきの雪まつり』を初開催し、1983年（昭和58年）に『すすきの氷の祭典』と改称し、『さっぽろ雪まつり』の会場（すすきの会場）に加わった。1986年（昭和61年）からは「すすきの氷の女王」の選出が始まった。
2007年（平成19年）には氷でできたスタンディング・バー「QUICPay BAR」がオープンし、サッポロビールとのコラボレーションによるドリンクメニューをQUICPayで決済することができた。2015年（平成27年）から外国人観光客にも分かり易く親しまれるように、名称を『すすきのアイスワールド』と改称した。2016年（平成28年）には「スペースワールド」のスケートリンクを巡る問題がすすきのアイスワールドの「魚入り氷像」展示の是非にも及んだが、協議の末に実行委員会は30余年の歴史と実績があることなどから、規模を縮小して展示することを決めた。

## 参考資料
- 『さっぽろ文庫』 47 雪まつり、札幌市。2017年9月25日閲覧。